# Acacia mimula
Acacia mimula — вид квіткових рослин з родини бобових. Ареал: Австралія (Північна територія).

## Середовище
У відкритих лісах.

## Біоморфологічна характеристика
Це дерево, висота якого досягає 7 метрів. Його кора темно-сіра з горизонтальними тріщинами. Його гілочки сплощені та гладкі, а прилистки спадають. Філодії еліптичні, гладкі та вигнуті, у довжину 70–180 мм і вшир 7–35 мм, з двома-трьома первинними жилками; основа притуплена, а верхівка тупа. Пазушні суцвіття — китиці або волоті, по 9–24 голови в китиці, на осі завдовжки 65–150 мм. Біло-кремові головки кулясті, вшир 6–9 мм на гладких квітконосах завдовжки 6–14 мм. Лінійні або довгасті, злегка зігнуті стручки сіруваті, завдовжки 75–130 мм і вшир 20–28 мм. Широкоеліпсоїдне коричневе насіння розташоване в стручку поперечно, завдовжки 10 мм і вшир 7–9 мм. Цвіте з квітня по червень, плодоносить з серпня по вересень.